# Údrč (zámek)
Údrč je komplex zaniklé tvrze, barokního zámku a hospodářského dvora ve stejnojmenné vesnici u Bochova v okrese Karlovy Vary. Barokní podoba zámku byla téměř odstraněna pozdějšími zásahy. Samotné tvrziště je od roku 1964 je chráněno jako kulturní památka.

## Historie

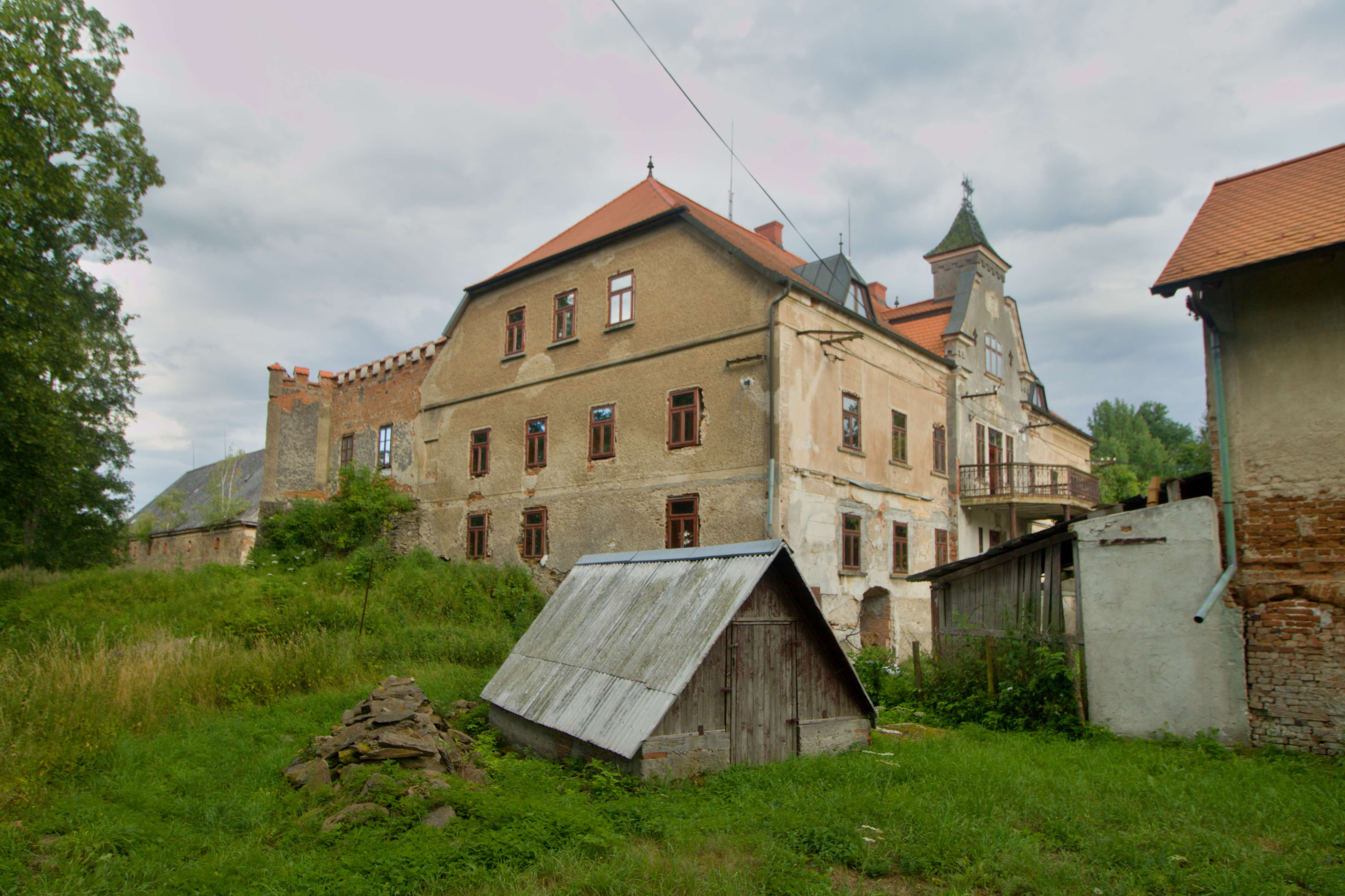
Zámek Údrč v roce 2020

První písemná zmínka o vesnici je až ze 14. století, ale již roku 1169 je připomínán Smil z Údrče považovaný za předka rodu Údrčských z Údrče. Dochované tvrziště pochází až ze čtrnáctého století, kdy vesnice patřila manům hradu v Bochově. Údrčským patřila až do roku 1497, kdy panství získal Anselm Štensdorf ze Štendorfu a připojil k němu menší statky z okolí. Jeho syn Adam dosáhl roku 1563 změnu manského statku ve statek dědičný. Zemřel v roce 1579 a asi o tři roky později se jeho tři synové a vdova rozdělili o majetek. Údrč spolu s Hartenštejnem připadla dvěma starším bratrům Anselmovi a Abrahamovi. Po čase sice přešla na samotného Abrahama, ale po jeho smrti a vyrovnání dědiců ji získal Anselm, který ji roku 1602 prodal Janu Jindřichu Prollhoferovi z Purkersdorfu. Ten sídlil na tvrzi v Herstošicích, jejíž panství vzápětí spojil s Údrčí. V roce 1604 panství zdědil jeho syn Fabián Šebestián Prollhofer a po něm se v držení vystřídali Štefan Šlik z Holíče na Verušičkách a Týništi a od roku 1613 Jáchym Libštejnský z Kolovrat na Rabštejně, kterému byl zabaven majetek za účast na stavovském povstání. Údrč s Ratiboří a dalšími koupil v roce 1623 sekretář české komory Severýn Táhlo z Horštejna. O sedm let později od něj panství získal kníže Julius Jindřich Sasko-Lauenburský a připojil je k Toužimi.
Lauenburkům panství patřilo až do roku 1689, kdy dědictvím přešlo na bádenská markrabata a od nich v roce 1787 do majetku královské komory. Od ní panství roku 1837 koupil malostranský měšťan Jan Antonín Hladík, který žil na zámku ve Stružné. O dva roky později většinu majetku prodal své neteři Antonii a pro sebe si ponechal jen Údrč. Antonie provdaná za Viléma z Neubergu však v roce 1842 zdědila i Údrč, kterou měla ve vlastní správě až do roku 1856, kdy ji převedla na svého manžela. Rodinný majetek potom přešel na jejich potomky. Poté se zde vystřídalo několik dalších majitelů až do roku 1915, kdy zámek získala Berta Hilscherová, které patřil až do roku 1945.

## Stavební podoba
Tvrziště se nachází v jižní části hospodářského dvora. Tvoří je plošina o rozměrech 20 × 30 metrů, kterou na severu a východě obklopuje až šestnáct metrů široký vodní příkop, před kterým se nachází ještě val. Byla opuštěna snad již na počátku šestnáctého století, nebo za třicetileté války. Později bylo tvrziště poškozeno parkovými a hospodářskými úpravami.
Za Štendorfů starou tvrz nahradilo nové sídlo. Jeho nejstarší popis se zachoval až z roku 1836, kdy mělo dvě patrová křídla. V prvním patře bydlel správce a dále se v budově nacházela kuchyně, spíž, úřední kancelář, věznice a řada dalších místností, z nichž některé byly klenuté. Na panský dům navazovala sladovna, sušárna a obydlí sládka, které uzavíraly malý dvůr. Zámek však v roce 1898 vyhořel a po požáru bylo zcela strženo východní, jižní a většina západního křídla, na jehož místě byla postavena nová budova o rozměrech 24 × 15 metrů s plochým rizalitem v průčelí. Nejstarší částí je však severní křídlo s nepravidelným půdorysem, v jehož přízemí se dochovalo šest klenutých místností.

## Přístup
Areál zámku je využíván jako hospodářský dvůr, a není tedy volně přístupný. Okolo vede červeně značená turistická trasa z Bochova do Žlutic a také cyklotrasy č. 39 (Bochov–Žlutice) a 2233 z kláštera Teplá k Doupovským horám.